# کلایو پیوزی
کلایو پیوزی (انگلیسی: Clive Puzey؛ زادهٔ ۱۱ ژوئیهٔ ۱۹۴۱ در بولاوایو) رانندهٔ سابق مسابقات اتومبیل‌رانی فرمول یک اهل رودزیا است که در فصل ۱۹۶۵ در مجموع در یک گراند پری شرکت کرد، اما موفق به کسب هیچ امتیازی نشد.